# Tomasz Koziebrodzki
Tomasz Koziebrodzki herbu Jastrzębiec (ur. 1757, zm. 1818 w Kraszewie) – marszałek sejmiku deputackiego 1778 roku, skarbnik rypiński w 1791 roku, skarbnik dobrzyński od 1790 roku, podsędek dobrzyński, komisarz cywilno-wojskowy ziemi dobrzyńskiej w 1793 roku, członek Zgromadzenia Przyjaciół Konstytucji Rządowej, komisarz do magazynów wojskowych w konfederacji targowickiej. 
Syn Bernarda Ludwika, podsędka dobrzyńskiego i jego pierwszej żony, Katarzyny z Cissowskich herbu Sas (zm. 1779). Żonaty z Anną Machczyńską herbu Dołęga, miał córkę Pulcherię Annę.